# Jack Ruby – Im Netz der Mafia
Jack Ruby – Im Netz der Mafia ist ein US-amerikanischer Film über den Nachtclubbesitzer Jack Ruby, der als Mörder von Lee Harvey Oswald in indirektem Zusammenhang mit dem Attentat auf John F. Kennedy steht.
Der Spielfilm entstand 1991 und wurde im März 1992 uraufgeführt. In ihm wird über die Motivation und Hintergründe von Jack Ruby spekuliert. Unter anderem zeigt er Ruby als einen emotional instabilen, nach öffentlicher Aufmerksamkeit heischenden Menschen und beleuchtet seine langjährigen Verbindungen sowohl zur US-amerikanischen Mafia als auch zur Polizei in Dallas sowie seine Tätigkeit als FBI-Informant.

## Inhalt
Der Film stellt keine vollständige biografische Verfilmung der historischen Figur Jack Rubys dar, sondern zeigt Ausschnitte aus dessen letzten fünf Lebensjahren.
Er beginnt mit Rubys ungläubigem Rückblick auf sein Leben und blendet über auf einen übel zugerichteten Toten. Der Film springt dann in das Texas von 1962. Barbesitzer Jack Ruby wird damit beauftragt, einen Gangster aus einem kubanischen Gefängnis zu schmuggeln. Seine Verbindungen zur US-amerikanischen Mafia werden damit noch tiefer und er wird insbesondere zu einer Mafia-Versammlung nach Las Vegas eingeladen.
Seine Kontakte zum organisierten Verbrechen und zu der undurchschaubaren zwielichtigen Kontaktperson Maxwell münden 1963 in die Ermordung von Lee Harvey Oswald zwei Tage nach dessen Attentat auf John F. Kennedy.

## Kritiken
„Aufwändig verfilmtes, gut gespieltes und dicht inszeniertes Psychogramm einer Schachfigur im Kennedy-Attentats-Puzzle von 1963. Im Zeitkolorit treffende Mischung aus Polit-Thriller und Love Story.“

„Ein uneinheitliches, aber nicht uninteressantes Psychogramm eines Mannes, der aus Opportunismus zwischen die Fronten von großer Politik und Unterwelt gerät. Manchmal hochspannend und fesselnd und dann wieder zäh und langweilig.“

„Für alle, denen Oliver Stones JFK – Tatort Dallas gefallen hat.“

Die Deutsche Film- und Medienbewertung FBW in Wiesbaden verlieh dem Film das Prädikat besonders wertvoll.